# Bulbophyllum onivense
Bulbophyllum onivense là một loài phong lan thuộc chi Bulbophyllum.